# Fiskefjorden
Fiskefjorden est une localité du comté de Nordland, en Norvège.

## Géographie
Administrativement, Fiskefjorden fait partie de la kommune de Tjeldsund.